# Зорина, Екатерина Ивановна

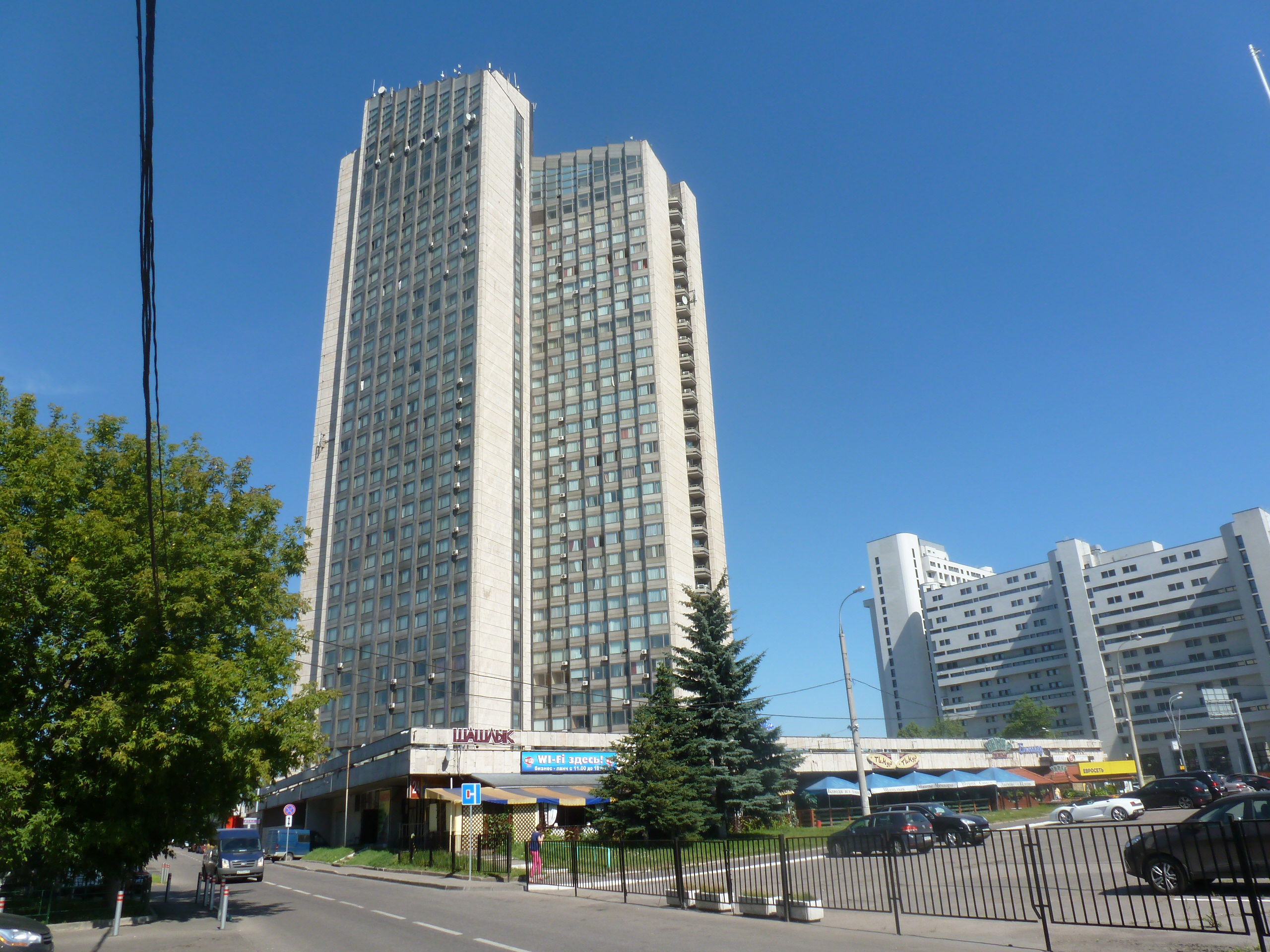
Центральный дом туриста

Екатерина Ивановна Зорина — советский и российский архитектор. Лауреат Государственной премии РСФСР в области архитектуры (1982).

## Биография
Родилась 4 декабря 1924 года. В 1950 году окончила Московский архитектурный институт.
После окончания института работала в Гипрогоре, где под руководством архитектора М. О. Барща разрабатывала проекты застройки городов. Затем перешла в специальное конструкторское бюро, где занималась застройкой 9-го и 10-го кварталов Новых Черёмушек. В 1963 году вступила в Союз архитекторов СССР. В 1968 году перешла в мастерскую № 7 Моспроекта-2. Была руководителем группы архитекторов.
Среди проектов Е. И. Зориной — торговый центр в Перове, Центральный дом туриста на Ленинском проспекте, реконструкция здания Военторга и Центрального клуба имени Дзержинского, пристройка административного корпуса к зданию Президиума Верховного Совета СССР.
В постсоветское время работала архитектором во Всероссийском музее декоративного искусства.

## Награды
- Государственная премия РСФСР в области архитектуры (1982)[1] — за архитектуру Центрального дома туриста профсоюзов в Москве
- Памятные медали[1]